# Campeonato Brasileiro Série B 2016
In 2016 werd de 35ste editie van de Campeonato Brasileiro Série B gespeeld, de op een na hoogste voetbalcompetitie in Brazilië. De competitie werd gespeeld van 14 mei tot 26 november. Atlético Goianiense werd kampioen en promoveerde naar de Campeonato Brasileiro Série A, net als de nummers twee tot vier. De laatste vier in de stand degradeerden. Atlético Goianiense plaatste zich zo meteen ook voor de 1/8ste finale van de Copa do Brasil 2017.
Voor het eerst had de staat São Paulo niet de meeste vertegenwoordigers, maar moesten ze de staten Goiás en Santa Catarina voor laten gaan. Voor Joinville was het de tweede degradatie op rij.

## Eindstand
| Plaats | Club                | Wed. | W  | G  | V  | Saldo | Ptn. |
| ------ | ------------------- | ---- | -- | -- | -- | ----- | ---- |
| 1.     | Atlético Goianiense | 38   | 22 | 10 | 6  | 60:35 | 76   |
| 2.     | Avaí                | 38   | 19 | 9  | 10 | 45:34 | 66   |
| 3.     | Vasco da Gama       | 38   | 19 | 8  | 11 | 54:41 | 65   |
| 4.     | Bahia               | 38   | 18 | 9  | 11 | 57:34 | 63   |
| 5.     | Náutico             | 38   | 18 | 6  | 14 | 55:43 | 60   |
| 6.     | Londrina            | 38   | 16 | 12 | 10 | 40:29 | 60   |
| 7.     | CRB                 | 38   | 17 | 7  | 14 | 57:54 | 58   |
| 8.     | Criciúma            | 38   | 16 | 8  | 14 | 49:46 | 56   |
| 9.     | Luverdense          | 38   | 13 | 16 | 9  | 43:39 | 55   |
| 10.    | Ceará               | 38   | 14 | 12 | 12 | 49:47 | 54   |
| 11.    | Brasil de Pelotas   | 38   | 14 | 12 | 12 | 40:38 | 54   |
| 12.    | Vila Nova           | 38   | 15 | 8  | 15 | 54:52 | 53   |
| 13.    | Goiás               | 38   | 13 | 11 | 14 | 49:48 | 50   |
| 14.    | Paysandu            | 38   | 11 | 16 | 11 | 40:44 | 49   |
| 15.    | Paraná              | 38   | 10 | 11 | 17 | 39:55 | 41   |
| 16.    | Oeste               | 38   | 8  | 17 | 13 | 32:46 | 41   |
| 17.    | Joinville           | 38   | 9  | 13 | 16 | 32:42 | 40   |
| 18.    | Tupi                | 38   | 8  | 9  | 21 | 40:56 | 33   |
| 19.    | Bragantino          | 38   | 8  | 8  | 22 | 30:54 | 32   |
| 20.    | Sampaio Corrêa      | 38   | 5  | 12 | 21 | 29:57 | 27   |

|  | Kampioen en promotie naar Série A |
|  | Promotie naar de Série A          |
|  | Degradatie naar Série C           |

1971 · 1972 · 1973-1979 · 1980 · 1981 · 1982 · 1983 · 1984 · 1985 · 1986 · 1987 · 1988 · 1989 · 1990 · 1991 · 1992 · 1993 · 1994 · 1995 · 1996 · 1997 · 1998 · 1999 · 2000 · 2001 · 2002 · 2003 · 2004 · 2005 · 2006 · 2007 · 2008 · 2009 · 2010 · 2011 · 2012 · 2013 · 2014 · 2015 · 2016 · 2017 · 2018 · 2019 · 2020 · 2021 · 2022 · 2023  · 2024